# Lutte aux Jeux panarabes de 2004
Navigation
Édition précédente Édition suivante
Les épreuves de lutte aux Jeux panarabes de 2004 se déroulent du 28 au 30 septembre 2004 à Alger (Algérie).

## Résumé des médailles

### Lutte libre
| Épreuves | Or                           | Argent        | Bronze            |
| -------- | ---------------------------- | ------------- | ----------------- |
| - 55 kg  | Firas El-Rafaï               | Fayçal Aoun   | Mohamed Ben Attia |
| - 60 kg  | Ali Mohamed Hassen Abu Taleb | Ali Mohamed   | Bilel Gouti       |
| - 66 kg  | Mazen Kobtani                | Walid Ettini  | Farid Hannoun     |
| - 74 kg  | Bassem Wissem                | Adnan Charef  | Ahmed El Ousta    |
| - 84 kg  | Mohamed Ali Bouzaiane        | Hassen Fadhel | Jalel Makroun     |
| - 96 kg  | Salah Amara                  | Jalel Bakr    | Bassem Farkay     |
| - 130 kg | Mohamed Jaber                | Akil Fahli    | Ismaïl Mohamed    |

### Lutte gréco-romaine
| Épreuves | Or                                  | Argent            | Bronze            |
| -------- | ----------------------------------- | ----------------- | ----------------- |
| - 55 kg. | Mohamed Moustafa Abu Elela          | Mohamed Nadhem    | Samir Ben Chennaf |
| - 60 kg  | Zakaria Nashed                      | Mehdi Jelassi     | Hassen Ibrahim    |
| - 66 kg  | Achraf Mohamed                      | Brahim Jennaba    | Mohamed Bergaoui  |
| - 74 kg  | Mohamed Abdessadek                  | Messaoud Zeghdane | Yahia Abu Tabikh  |
| - 84 kg  | Mohamed Abdou                       | Ahmed Fartas      | Hassen El Aâraj   |
| - 96 kg  | Mohamed Ibrahim Abdelfattah Mohamed | Mohamed Ken       | Suleiman Ali      |
| - 130 kg | Mohamed El Hayek                    | Jassem Berim      | Mohamed Zebbar    |

## Tableau des médailles
| Rang | Nation   | Or | Argent | Bronze | Total |
| ---- | -------- | -- | ------ | ------ | ----- |
| 1    | Égypte   | 6  | 1      | 1      | 8     |
| 2    | Syrie    | 5  | 3      | 2      | 10    |
| 3    | Irak     | 2  | 4      | 2      | 8     |
| 4    | Tunisie  | 1  | 1      | 2      | 4     |
| 5    | Algérie  | 0  | 5      | 4      | 9     |
| 6    | Jordanie | 0  | 0      | 2      | 2     |
| 7    | Qatar    | 0  | 0      | 1      | 1     |
|      | Total    | 14 | 14     | 14     | 42    |